# Thampramon
Thampramon is een geslacht van kreeftachtigen uit de klasse van de Malacostraca (hogere kreeftachtigen).

## Soort
- Thampramon tonvuthi Ng & Vidthayanon, 2013